# Штефање
Штефање је насељено место и седиште општине у Бјеловарско-билогорској жупанији, Република Хрватска.

## Историја
До територијалне реорганизације у Хрватској налазило се у саставу бивше велике општине Чазма.

## Становништво
На попису становништва 2011. године, општина Штефање је имала 2.030 становника, од чега у самом Штефању 336.

## Попис1991.
На попису становништва 1991. године, насељено место Штефање је имало 434 становника, следећег националног састава:
| Попис 1991.‍  | Попис 1991.‍  | Попис 1991.‍ | Попис 1991.‍ | Попис 1991.‍ |
| ------------ | ------------ | ----------- | ----------- | ----------- |
|              |              |             |             |             |
| Хрвати       | Хрвати       |             | 422         | 97,23%      |
| Срби         | Срби         |             | 4           | 0,92%       |
| неопредељени | неопредељени |             | 7           | 1,61%       |
| непознато    | непознато    |             | 1           | 0,23%       |
| укупно: 434  |              |             |             |             |